# Parentucellia
Genre
Classification APG III (2009)
Parentucellia est un genre de plantes parasites. Il était autrefois classé dans la famille des Scrophulariaceae, mais à la suite de récentes études, il est déplacé dans la famille des Orobanchaceae.

## Liste d'espèces
Selon BioLib (4 avril 2021) et ITIS (4 avril 2021) :
- Parentucellia latifolia (L.) Caruel
- Parentucellia viscosa (L.) Caruel

Selon Catalogue of Life (4 avril 2021) :
- Parentucellia floribunda Viv
- Parentucellia latifolia (L.) Caruel